# إيماكس
إيماكس (بالإنجليزية: Emacs) هو محرر ومعالج نصي قابل للامتداد برمجه ريتشارد ستالمن سنة 1984 وهو متعدد المهام.
يمكن إيماكس من تصفح المواقع والاطلاع على البريد الإلكتروني وتنظيم المواعيد بالإضافة إلى خدمات أخرى من بينها : الدردشة على IRC والاستماع إلى ملفات MP3.
يحوي إيماكس داخله على اللغة البرمجية إيماكس ليسب التي تتيح للمستخدم تمديد وحتى تعديل وتغيير خصائص إيماكس بشكل كامل ليتناسب واحتياجات المستخدم وفي بيئة لينكس يتنافس هو وفيم باستخدامهما كمحرري نصوص متقدمين.

## الدعم
يدعم العديد من اللغات من بينها اللغة العربية (ابتداء من إصدار 24.2) ويدعم التصحيح اللغوي لعدة لغات عبر برنامج خارجي يسمى ispell ولقد تطور في دعمه للترميز بعد عدة إصدارات حيث كان في البداية يدعم UTF-8 وفي الإصدار 21.5 أصبح يدعم Unicode جزئيا ولكن الواجهات في البرنامج ظلت باللغة الإنجليزية
يدعم إيماكس الاِشخاص الذين يعانون من عمى حيث يوجد برنامج فرعي يسمى إيماكس الناطق يسمح بالكتابة والتعديل بواسطة التخاطب الصوتي.

## اختصارات
| الامر          | المفاتيح  | الوصف                               |
| -------------- | --------- | ----------------------------------- |
| بحث-كلمة       | C-s       | بحث عن كلمة في النص.                |
| تراجع          | C-/       | التراجع عن آخر تعديل.               |
| بحث-ملف        | C-x C-f   | بحث عن ملف.                         |
| حفظ            | C-x C-s   | حفظ التعديلات.                      |
| حفظ-ب-اسم جديد | C-x C-w   | حفظ التعديلات في ملف جديد.          |
| حفظ-خروج-      | C-x C-c   | حفظ الملف والخروج من المحرر.        |
| وضع-علامة      | C-[space] | وضع علامة للنسخ أو القص.            |
| قص             | C-w       | قص جميع النص من العلامة إلى المؤشر. |
| نسخ            | M-w       | نسخ جميع النص بين العلامة والمؤشر.  |
| لصق            | C-y       | لصق النص                            |
| مسح النص       | C-x k     | مسح النص الحالي                     |

## وصلات خارجية
- الموقع الرسمي